# Dichaetomyia unicolor
Dichaetomyia unicolor är en tvåvingeart som först beskrevs av Stein 1900.  Dichaetomyia unicolor ingår i släktet Dichaetomyia och familjen husflugor. Inga underarter finns listade i Catalogue of Life.